# Convair CV-240
Convair CV-240 bio je putnički avion kojeg je proizvodila američka zrakoplovna tvrtka Convair od 1947. do 1956. godine.

## Dizajn i razvoj
Projekt aviona započeo je na potražnju aviotvrtke American Airlines za linijski putnički avion s kabinom pod tlakom radi zamijene klasičnog Douglas DC-3 zrakoplova. Prvotni projekt Convaira je imao dva motora i 40 putničkih mjesta. Prvi let - 240 bio je 16. ožujka 1947. a prva isporuka je bila 28. veljače 1948. godine. American Airlinesu isporučeno je sedamdeset i pet aviona a pedeset ih je dostavljeno u: Western Airlines, Continental Airlines, Pan American Airways, KLM i Trans Australija Airlines.
CV-240 bio je i prvi privatni avion u SAD-u a koristio ga je John F. Kennedy u predsjedničkoj kampanji 1960. godine. Taj zrakoplov se danas čuva u američkom Nacionalnom muzeju zrakoplovstva u Washingtonu.

## Inačice

### Civilne inačice
- CV-240-21 Turboliner - je inačica s ugrađenim turbo-prop motorima Allison T38. To je ujedno i prvi turbo-prop linijski putnički avion koji je 29. prosinca 1950. poletio u SAD-u. Radi problema s motorima daljnji razvoj je prekinut i prototipu su vraćeni klipni motori.
- CV-340 - je produžena inačica izrađena na osnovi CV-240 za United Airlines. S produživanjem se dobilo prostora za još četiri sjedišta. Povećana su i krila s ćime su se poboljšale osobine aviona na većim visinama. CV-340 zamijenio je DC-3 avione United Airlinesa. Aviotvrtka je koristila 52 aviona 16 godina bez ijednog udesa.
- CV-440 Metropolitan – je inačica CV-340 s poboljšanom zaštitom protiv buke i ugrađenim novim vremenskim radarom.
- Convair CV-540 – inačica nastala iz CV-340 s dva Napier Eland turbo-prop mlazna motora umjesto dotadašnjih klipnih. Šest zrakoplova modificirao je britanski Napier za Allegheny Airlines.[1]
- Convair CV-580 – preinaka je Convair CV-340 ili CV-440 na koji su ugrađivani Allison 501 D13D/H turbo-prop motori umjesto klipnih, proširen je vertikalni stabilizator i izmijenjen vodoravni stabilizator. Preinake su rađene u Pacific Airmotive-u po narudđbi Allison Motor Company.[1]
- Convair CV-600 – preinaka je -240 serije na koju su ugrađeni Rolls-Royce Dart turbo-prop motori umjesto klipnih. Izmjene motora radio je Convair.[1] CV-600 počeo je koristiti Central Airlines 30. studenog 1965. godine. CV-600 koji je letio za Air Metro Airways je konfiguriran kao linijski putnički avion s četrdeset sjedišta. U kolovozu 2006. još je uvijek jedan Convair CV-600 letio za Rhoades Aviation.[2]
- Convair CV-640 – je preinaka Convair CV-340 ili -440 na koje su ugrađivani Rolls-Royce Dart turbo-prop motori umjesto klipnih. I ovu izmjenu radio je Convair.[1]  U kolovozu 2006. ukupno 9 Convair CV-640 zrakoplova bilo je u upotrebi, u Rhoades Aviationu (3) i C & M Airwaysu (6)[2]

.
- Convair CV5800 – je preinaka Convair CV-580 koju je radila kanadska tvrtka  Kelowna Flightcraft Ltd. CV5800 je izdužena inačica CV-580 s repnim površinama CV-440. Na trupu su ugrađena nova teretna vrata, pilotska kabina dobila je digitalnu avioelektroniku s EFIS sustavom a avion su pokretali Allison 501-D22 motori.

### Vojna inačice
- C-131 Samaritan - CV-240/340/440 serija koja je korištena u Ratnom zrakoplovstvu SAD-a za medicinsku evakuaciju i VIP letove.
- T-29 Trainer – model C-131 koji je korišten za obuku navigatora i radio operatera.
- R4Y Samaritan – inačica koju je koristila Ratna mornarica SAD-a.
- Canadair CL-66 – je preinaka CV-440 s Napier Eland turbo-prop motorima umjesto klipnih. Pretvorba je provedena u Canadairu. U Ratnom zrakoplovstvu Kanade bili su poznati kao CC-109 Cosmopolitan. Svi motori su 1966. ponovno promijenjeni s Allison 501-D13.

## Korisnici

#### Civilni
- Aero California - CV-340
- Aeromexico - CV-340
- Aeroquetzal - CV-580
- Air Chathams - CV-580
- Air Fiji - CV-580
- Air Freight NZ - CV-580 & CV5800
- Air Tahoma - CV-240 & CV-580
- Allegheny Airlines CV-340, CV-440, CV-540 & CV-580
- American Airlines
- Aspen Airways CV-580
- Cal Sierra Airlines - CV-580
- Continental Airlines
- Delta Air Lines - CV-340 & CV-440
- Desert Air - CV-240
- ERA Aviation - CV-580
- Finnair CV-340 (converted to CV-440) & CV440
- Frontier Airlines - CV-580
- Hawaiian Airlines - CV-340
- IFL Group - CV-580 & CV5800
- JAT Yugoslav Airlines - CV-340 & CV-440
- Kar-Air CV-440
- Kelowna Flightcraft Air Charter - CV-580 & CV5800
- KLM - CV-240
- LACSA - CV-340
- Lake Central Airlines - CV-340 & CV-580
- Linjeflyg - CV-340 & CV-440
- LOT Polish Airlines - CV-240 (5 in 1957-1966)
- Nolinor Aviation - CV-580
- North Central Airlines - CV-580
- Northeast Airlines - CV-240
- Northwest Airlines - CV-580
- Pacific Western Airlines - CV-640
- Pan American World Airways (Pan Am)
- Pakistan International Airlines - CV-240
- Philippine Airlines - CV-340 (1950's-1960's)
- Pionair - CV-580
- Prinair - CV-580
- Republic Airlines - CV-580
- SABENA - CV-240 & CV-440
- SAS - CV-440
- Serviços Aéreos Cruzeiro do Sul - CV-240, CV340
- Swissair - CV-240
- Trans Australia Airlines
- United Airlines
- Varig - CV-240
- Western Airlines

#### Vojni
- Australija: CV-440
- Bolivija: CV-440 i CV-580
- Kolumbija: CV-580
- Njemačka: CV-440
- Italija: CV-440
- Španjolska: CV-440
- Šri Lanka:CV-440

#### Ostali
Kanada: National Research Council

## Tehničke karakteristike (CV-240)
Osnovne karakteristike
- posada: 2 do 3
- kapacitet: 40 putnika
- dužina: 22,76 m
- raspon krila: 27,97 m
- površina krila: 75,9 m2
- visina: 8,21 m

Letne karakteristike
- najveća brzina: 507 km/h
- ekonomska brzina: 451 km/h
- dolet: 1.930 km
- brzina penjanja: 7,7 m/s
- najveća visina leta: 4.880
- motor: 2 × Pratt & Whitney R-2800 "Double Wasp" 18 cilindara zrakom hlađen zvjezdasti motor

## Vanjske poveznice
- Convair C-131D Samaritan - marchfield.org